# Uroš Bundalo
Uroš Bundalo (* 29. April 1989 in Ljubljana) ist ein ehemaliger slowenischer Handballspieler, der zumeist als Kreisläufer eingesetzt wurde.

## Karriere
Der 1,98 m große und 108 kg schwere Rechtshänder begann seine Profikarriere in seiner Heimatstadt bei RD Slovan Ljubljana, mit dem er im EHF Challenge Cup 2009/10 das Halbfinale erreichte. 2011 wechselte er zu RK Cimos Koper. Mit Koper scheiterte er in der EHF Champions League 2011/12 im Viertelfinale und im EHF Europa Pokal 2012/13 in der Gruppenphase. Im Sommer 2013 schloss er sich dem belarussischen Meister HC Dinamo Minsk an, mit dem er an der EHF Champions League 2013/14 teilnahm. Im Februar 2014 zog sich Minsk aufgrund finanzieller Probleme aus allen Wettbewerben zurück und stellte alle Spieler für Transfers frei. Daraufhin kehrte Bundalo nach Slowenien zurück zum Rekordmeister Celje Pivovarna Lasko und gewann nur eine Woche später den slowenischen Pokal. Weiterhin gewann er mit Celje 2014 die Meisterschaft. Ab dem Sommer 2014 lief er für Tremblay-en-France Handball in der ersten französischen Liga auf. Bundalo wechselte im Januar 2016 zum Ligakonkurrenten HBC Nantes. Zum 1. Juli 2016 wechselte Uroš Bundalo zum deutschen Verein HC Erlangen. Im Dezember 2017 wurde sein Vertrag in beidseitigen Einvernehmen aufgelöst, nachdem Bundalo aufgrund diverser Verletzungen lediglich neun Bundesligaspiele in anderthalb Jahren bestreiten konnte.
Mit der Slowenischen Nationalmannschaft nahm Uroš Bundalo an der Weltmeisterschaft 2013 teil und belegte den 4. Platz. Er stand auch im vorläufigen Kader für die Europameisterschaft 2012, wurde aber nicht ins finale Aufgebot berufen. Er bestritt 52 Länderspiele, in denen er 49 Tore erzielte.